# As-Sukajlabijja (poddystrykt)
As-Sukajlabijja – jedna z 5 jednostek administracyjnych trzeciego rzędu (nahijja) dystryktu As-Sukajlabijja w muhafazie Hama w Syrii.
W 2004 roku poddystrykt zamieszkiwało 32 604 osób.